# CSETI
Trung tâm Nghiên cứu Trí tuệ ngoài Trái Đất (thường gọi là CSETI) là một tổ chức tập trung thu thập thông tin về UFO với sự quan tâm đặc biệt đến các sinh vật ngoài hành tinh.
Nó được thành lập dưới dạng một tổ chức phi lợi nhuận bởi Steven Greer, người đứng đầu tổ chức này kể từ khi khởi đầu vào năm 1990 với mục tiêu "thiết lập mối quan hệ khả dĩ và hòa bình với các sinh vật ngoài hành tinh". Các tuyên bố chính thức về ý định của nó cũng bao gồm một thể loại mới của cuộc tiếp cận ngoài hành tinh, cụ thể là CE-5 hoặc 'cuộc gặp gỡ cự ly gần của chủng loài thứ năm'. Điều này đã được Greer định nghĩa như một sự tiếp xúc và/hoặc liên lạc với sinh vật ngoài hành tinh của con người. Kể từ khi thành lập, tổ chức này đã chi từ 3,5 triệu đến 5 triệu đô la để đạt cho được mục tiêu trên.
Mặc dù hầu hết các tuyên bố của họ đã bị từ chối sau cuộc thẩm tra kỹ lưỡng bên ngoài, tổ chức này đã tuyên bố có hơn 3.000 báo cáo 'xác nhận' về các vụ chứng kiến UFO của phi công, và hơn 4.000 bằng chứng về những gì họ mô tả như là những 'dấu vết hạ cánh'. Điều này đề cập đến các trường hợp UFO được cho là đã để lại vết tích làm bằng chứng, chẳng hạn như các bộ ghi điện từ, sau khi hạ cánh xuống Trái Đất. Tổ chức sử dụng 'các Nhóm Điều tra Phản ứng Nhanh' (Rapid Mobilisation Investigative Teams) nhằm mục đích đặt chân đến các địa điểm hạ cánh nhanh nhất đến mức khó có khả năng loại bỏ bất kỳ bằng chứng hiện hữu nào.
Vào tháng 4 năm 1997, tổ chức này đã gửi các bản báo cáo cho các thành viên của Quốc hội Mỹ về những bằng chứng và giả thuyết thu thập được của họ về những chuyến viếng thăm của UFO. Người trợ giúp họ trong nỗ lực này chính là phi hành gia Apollo 14 Edgar Mitchell. Sau buổi họp ban đầu, Greer và CSETI đề nghị mở một phiên tòa đầy đủ về các bằng chứng được cho là của họ, vì nó sẽ cho phép họ kêu gọi các nhân chứng tới đây, và bảo vệ bí mật của các nhân chứng nếu không sẽ không đưa ra. Quốc hội đã không cấp cho họ buổi điều trần mà họ mong muốn. Greer cũng tuyên bố ông đã được cho phép tiếp kiến James Woolsey, cựu giám đốc của CIA, dù Woolsey mô tả đây chỉ là một bữa tiệc tối mà ông lịch sự lắng nghe lời Greer nói.
Năm 2001, CSETI đã tổ chức một cuộc họp báo ở Washington, D.C., liên quan đến bằng chứng của họ và các báo cáo thu thập được, trong đó có thông tin từ cựu Điều tra viên của Cục Hàng không Liên bang Mỹ, John Callahan.  Callahan cũng tuyên bố đã có buổi gặp gỡ với C.I.A., sau đó dưới thời chính quyền của Reagan, mặc dù trong trường hợp này C.I.A. đã dứt khoát bác bỏ cuộc gặp mặt này.